# Stanisław Siemaszko
Stanisław Siemaszko (biał. Станіслаў Людвікавіч Сямашка; ur. w 1952 na Szczuczyńszczyźnie) – białoruski przedsiębiorca polskiego pochodzenia, działacz mniejszości polskiej na Białorusi, przewodniczący oficjalnie uznawanego przez władze białoruskie Związku Polaków na Białorusi w latach 2009–2012.

## Życiorys
Ukończył rolniczą szkołę zawodową w Woronowie, później studiował w Żyrowickim Technikum Gospodarki Wiejskiej oraz w Grodzieńskim Instytucie Agrarnym. Pracował jako technik elektryk na wojskowym lotnisku w Szczuczynie. W latach 1980–1985 przebywał w Niemczech na pracach zarobkowych. Po powrocie z Niemiec rozpoczął karierę biznesmena. Najpierw prowadził biznes w Szczuczynie, gdzie otworzył swój pierwszy hotel. W 1997 przeniósł się do Grodna. Obecnie jest znanym grodzieńskim biznesmenem, właścicielem kilku nieruchomości w tym kompleksu hotelowo-handlowego „Siemaszko”, firmy budowlanej „Remstrojmontaż-1”, Sp. z o.o. „Uniwersal-grup” oraz Sp. z o.o. „Ewroprestiż”. Jest żonaty, córka Helena skończyła Uniwersytet Warszawski, pracuje jako tłumacz.
Jako przedsiębiorca wsławił się akcjami odnawiania na terenie Białorusi (w obwodzie grodzieńskim) miejsc pochówku niemieckich żołnierzy z II wojny światowej. Grodzieńska prokuratura obwodowa oskarżyła go o postawienie memoriałów bez zezwolenia. W aktach kontroli prokuratorskiej jest mowa o 9 takich przypadkach.
Jest posiadaczem pozwolenia na prowadzenie indywidualnej działalności przedsiębiorczej pod numerem jeden. Stoi na czele grodzieńskiego oddziału proprezydenckiej Republikańskiej Partii Pracy i Sprawiedliwości. Członkiem Związku Polaków na Białorusi uznawanego przez władze w Mińsku jest od 2008 r. Na VII zjeździe Związku, który odbył się 12 września 2009 r. w budynku Zakładów Nawozów Azotowych w Grodnie został zatwierdzony w charakterze nowego przewodniczącego ZPB, otrzymując poparcie 97,7% delegatów. W kontaktach z mediami, nawet polskimi, posługuje się językiem rosyjskim.
12 stycznia 2012 r. podał się do dymisji z powodów rodzinnych.